# 博氏背燈魚
博氏背燈魚（学名：Notoscopelus bolini）为輻鰭魚綱燈籠魚目灯笼鱼科的其中一種。分布于東大西洋、地中海及加拿大海域，為深海魚類，棲息深度可達1300公尺，體長可達10.2公分，為肉食性，以橈腳類等為食。

## 扩展阅读
維基物種上的相關：博氏背燈魚